# Eriocaulon arechavaletae
Eriocaulon arechavaletae är en gräsväxtart som beskrevs av Wilhelm Franz Herter. Eriocaulon arechavaletae ingår i släktet Eriocaulon och familjen Eriocaulaceae. Inga underarter finns listade i Catalogue of Life.